# Mudrooroo
Mudrooroo (* 21. August 1938 in East Cuballing, Western Australia, als Colin Thomas Johnson; † 20. Januar 2019) war ein australischer Schriftsteller.

## Biografie
Mudrooroo wurde ursprünglich unter dem Namen Colin Thomas Johnson geboren und änderte später seinen Namen in Mudrooroo Nyoongah, Mudrooroo Narogin und schließlich in Mudrooroo. Er wird häufig als Begründer der Literatur der Aborigines bezeichnet, obwohl seine Herkunft als Aborigine nicht bewiesen ist und er aus diesem Grund heftige Kritik einstecken musste.
Mudrooroo durchlebte eine eher unruhige Kindheit. Sein Vater starb vor seiner Geburt, er wurde von staatlichen Institutionen aufgezogen, und es bestehen Zweifel an der Identität seiner Mutter. Später reiste er viel – unter anderem nach Südostasien, Indien und Amerika – und unterrichtete an verschiedenen Universitäten Aborigine-Literatur. Er lebte nach eigener Aussage als Nomade und arbeitete an seiner Autobiografie.

## Werke

### Romane
- 1965 Wild Cat Falling
- 1979 Long Live Sandawarra
- 1983 Doctor Wooreddy’s Prescription for Enduring the Ending of the World
- 1988 Doin Wildcat: A Novel Koori Script
- 1990 Struggling. In Paperbark: A Collection of Black Australian Writings
- 1991 Master of the Ghost Dreaming
- 1992 Wildcat Screaming
- 1993 The Kwinkan
- 1998 The Undying
- 1999 Underground
- 2000 Promised Land
- 2003 The Survivalists

### Lyrik und Drama
- 1986 The Song Cycle of Jacky and Selected Poems
- 1988 Dalwurra: The Black Bittern
- 1991 The Garden of Gethsemane: Poems From the Lost Decade
- 1993 The Mudrooroo/Muller Project: A Theatrical Casebook
- 1996 Pacific Highway Boo-Blooz